# 阿德龙饭店
阿德龙凯宾斯基酒店（德語：Das Hotel Adlon Kempinski）是德国柏林的一座豪华酒店，位于市中心米特区主干道菩提树下大街西端的巴黎广场，正对着勃兰登堡门和欧洲被害犹太人纪念碑。

## 历史
历史上的阿德龙饭店曾是欧洲最著名的酒店之一。它于1907年10月24日开业，皇帝、皇后和许多贵族参加开业典礼，此后长期为柏林的社交中心。阿德龙饭店大部毁于1945年第二次世界大战末期，残存的一小部分使用原名继续营业，至1970年代关闭，并于1984年拆除。
目前的酒店是凯宾斯基酒店的一座连锁酒店，于1997年8月23日由德国总统罗曼·赫尔佐克揭幕，是一座按照原建筑在原址复建的新建筑。
阿德隆酒店的餐廳，仍舊向創辦人致敬因此取為名洛倫茲·阿德隆（德語：Lorenz Adlon）餐廳，是米其林指南二星評鑑、戈和米約四頂高帽的餐廳。